# Múscul elevador del vel del paladar
El múscul elevador del vel del paladar (musculus levator veli palatini) o múscul peristafilí intern, és el múscul que eleva el vel del paladar en el cos humà. Durant la deglució, es contreu, elevant el vel del paladar per a prevenir que els aliments entrin a la nasofaringe. Està innervat pel plexe faringi, principalment per la branca faríngia del nervi vague (NC X). És un múscul gruixut i arrodonit situat al costat de les coanes.
Té l'origen en la superfície inferior de la cúspide de la part petrosa de l'os temporal i de la làmina medial del cartílag de la trompa d'Eustaqui. Després de passar per sobre el marge del múscul constrictor superior de la faringe que s'estén pel vel palatí. Les seves fibres se situen obliquament cap avall i medialment a la línia mitjana, on es barregen amb les del costat oposat.

## Imatges

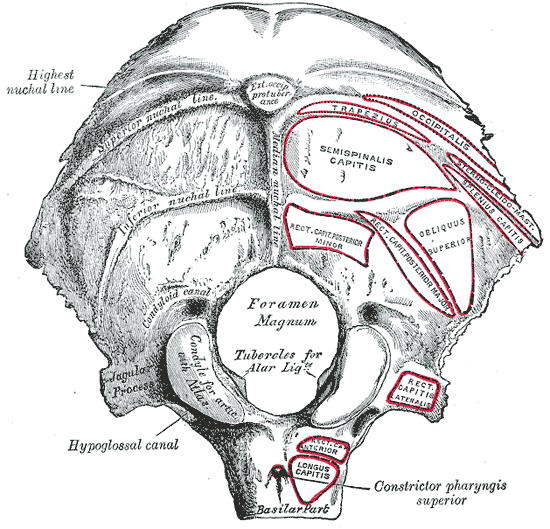
Os occipital vist des de fora.
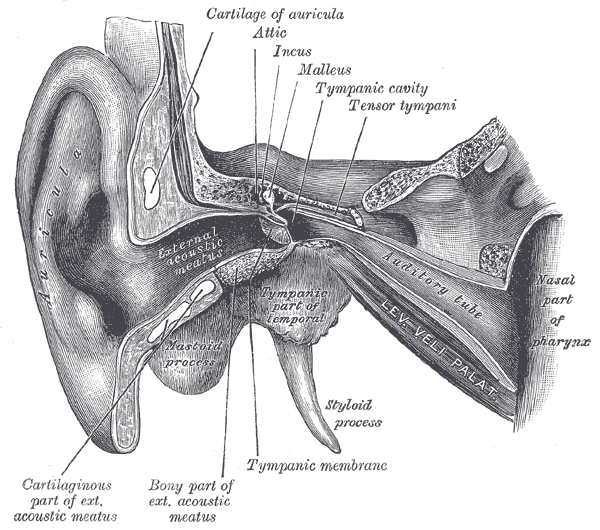
Orella externa i mitjana (costat dret), vista frontal.